# حارة وادي جميل (صنعاء)

تعديل مصدري - تعديل

حارة وادي جميل هي إحدى حارات حي شعوب بمديرية شعوب إحد مديريات العاصمة اليمنية صنعاء، بلغ تعداد سكانها 6747 نسمة حسب تعداد اليمن لعام 2004.